# 中山镇 (内江市)
中山镇，是中华人民共和国四川省内江市东兴区曾经下辖的一个镇。2019年12月，撤销中山镇，将其所属行政区域划归椑木镇管辖。

## 行政区划
中山镇撤销前下辖以下地区：
兴中社区、叶家坳村、金银村、南棚村、水心坝村、陈湾村、东风村、中棚村、中山村、杨桥村、黄棚村、海螺村和长丰村。